# Odznaka „Zasłużony Mistrz Sportu” (Polska)
Odznaka „Zasłużony Mistrz Sportu” – polskie odznaczenie resortowe wprowadzone uchwałą Rady Ministrów z 17 kwietnia 1950 i nadawane przez Główny Komitet Kultury Fizycznej (i Turystyki), a od 1984 regulowane ustawą o kulturze fizycznej, w formie odznaki, ustanowione na wzór sowieckiego tytułu i odznaki Zasłużony Mistrz Sportu, przeznaczone do nagradzania zawodników szczególnie wyróżniających się osiągnięciami sportowymi oraz godną postawą obywatelską.
Tytuł „Zasłużony Mistrz Sportu” przyznawany był wraz z odznaką. Mógł go otrzymać zawodnik, który po wcześniejszym otrzymaniu tytułu Mistrza Sportu wykazał się szczególnymi osiągnięciami sportowymi na igrzyskach olimpijskich, mistrzostwach świata lub Europy. Musiał również spełnić co najmniej jeden z poniższych warunków:
- zdobyć medal na igrzyskach olimpijskich,
- zdobyć medal w mistrzostwach świata lub Europy seniorów,
- ustanowić rekord świata lub Europy seniorów.

Tytuł i odznakę „Zasłużony Mistrz Sportu” zlikwidowano 11 maja 1996 wraz z szeregiem innych odznaczeń ustanowionych w okresie PRL (zniesione zostały również Odznaka „Mistrz Sportu” i Medal za Wybitne Osiągnięcia Sportowe). Obecnie jedynym polskim odznaczeniem sportowym jest ustanowiona w 2007 Odznaka „Za Zasługi dla Sportu”.